# Conura xanthostigma
Conura xanthostigma är en stekelart som först beskrevs av Johan Wilhelm Dalman 1820.  Conura xanthostigma ingår i släktet Conura och familjen bredlårsteklar. Enligt den finländska rödlistan är arten starkt hotad i Finland. Arten är reproducerande i Sverige. Artens livsmiljö är torra gräsmarker. Inga underarter finns listade i Catalogue of Life.